# عبد الله محبوب
عبد الله بدر محبوب، لاعب كرة قدم سعودي، يلعب في الهجوم.

## مسيرة اللاعب
بدأ في الفئات السنية في النادي الأهلي و احترف في كرواتيا في إنتر زابرشيتش و لعب بعدها مع نادي الوشمو نادي الخلود.